# Amt Warstein
Das Amt Warstein war ein  Amt im Kreis Arnsberg in der Provinz Westfalen und in Nordrhein-Westfalen. Im Rahmen der nordrhein-westfälischen Gebietsreform wurde das Amt zum 1. Januar 1975 aufgelöst.

## Geschichte
Im Jahr 1828 wurden im Kreis Arnsberg die Schultheißenbezirke Warstein, Belecke und Allagen zusammengelegt. Die so entstandene Bürgermeisterei mit Sitz in Warstein wurde 1838 um Hirschberg vergrößert. Im Rahmen der Einführung der Landgemeindeordnung für die Provinz Westfalen wurde 1844 aus der Bürgermeisterei Warstein das Amt Warstein gebildet. Dem Amt gehörten zeit seines Bestehens bis 1975 sieben Gemeinden an, von denen drei das Stadtrecht besaßen:
- Allagen
- Belecke (Stadt)
- Hirschberg (Stadt)
- Mülheim
- Sichtigvor
- Waldhausen
- Warstein (Stadt)

Im Jahr 1961 hatte das Amt bei einer Größe von 141,0 Quadratkilometern 20.364 Einwohner.
Das Amt Warstein wurde durch das Münster/Hamm-Gesetz am 1. Januar 1975 aufgelöst. Seine Gemeinden wurden in die neue Stadt Warstein überführt, die dem neuen Kreis Soest zugeschlagen wurde.